# Febra roșie
Febra roșie (în engleză Red Heat) este un film american de acțiune din 1988, co-scris, co-produs și regizat de Walter Hill. Filmul îi are în distribuție pe Arnold Schwarzenegger, în rolul căpitanului miliției din Moscova, Ivan Danko, și pe Jim Belushi, în rolul detectivului de poliție din Chicago, Art Ridzik. Având același caz de rezolvat, Danko și Ridzik lucrează ca parteneri pentru a-l prinde pe un viclean și mortal rege al drogurilor georgian, Viktor Rostavili (Ed O'Ross), care se întâmplă să fie și ucigașul fostului partener al lui Danko din Rusia sovietică.
A fost primul film american care a avut permisiunea de a fi filmat în Piața Roșie din Moscova; cu toate acestea, majoritatea scenelor plasate în Uniunea Sovietică (cu excepția unor scene) au fost de fapt filmate în Ungaria. Schwarzenegger a fost plătit cu un salariu de 8 milioane de dolari americani pentru rolul său din acest film.

## Distribuție
- Arnold Schwarzenegger - Captain Ivan Danko
- James Belushi - Detective Art Ridzik
- Peter Boyle - Commander Lou Donnelly
- Ed O'Ross - Viktor Rostavili / Viktor Rosta
- Larry Fishburne - Lieutenant Charlie Stobbs
- Gina Gershon - Catherine "Cat" Manzetti
- Richard Bright - Sergeant Max Gallagher
- Brent Jennings - Abdul Elijah
- Gretchen Palmer - Hooker
- Pruitt Taylor Vince - Night Clerk
- Michael Hagerty - Pat Nunn
- Brion James - "Streak"